# 紀堯姆·吉勒
紀堯姆·吉勒（法語：Guillaume Gille，1976年7月12日—），法國男子手球運動員，亦是法國國家男子手球隊隊員。

## 生平
2008年，吉勒代表法國參加中國北京舉行的奧林匹克運動會男子手球比賽，最終贏得一面金牌。